# Apple I
Apple I var Apple Computers första mikrodator och produkt. Den introducerades (efter att först ha demonstrerats hos Homebrew Computer Club) i juli 1976 och såldes för 666,66 USD fram till i september 1977 och ersattes då av Apple II som Apple Computer hade lanserat ett halvår tidigare. Datorn designades och byggdes för hand av Steve Wozniak. Idén att sälja datorn kom från Wozniaks vän Steve Jobs. Produktionen lades ner i september 1977 efter att uppföljaren Apple II släpptes i början av juni samma år.

## Samlarobjekt
Endast 63 bevarade Apple I-datorer är kända (2013) och bara 6 av dem är i fungerande skick. Eftersom de är så ovanliga säljs dessa datorer för miljontals kronor. Det högsta priset 2020 som en Apple I har sålts för är 8 miljoner kronor.